# 네팔어 위키백과

네팔어 위키백과 로고

네팔어 위키백과는 네팔어로 운영되는 위키백과 언어판이다. 2002년에 시작되었다. 현재 30,000개 이상의 문서가 있다. 기호는 ne이다.

## 같이 보기
- 타밀어 위키백과
- 힌디어 위키백과
- 산스크리트어 위키백과
- 벵골어 위키백과